# Washington Football Team 2021
La stagione 2021 del Washington Football Team è stata la 90ª della franchigia nella National Football League e la seconda con Ron Rivera come capo-allenatore. La squadra non riuscì a migliorare il record di 7-9 della stagione precedente e mancò l'accesso ai playoff per la quinta volta nelle ultime sei stagioni. Fu l'ultima stagione sotto la denominazione di "Football Team" prima di diventare "Washington Commanders" nel 2022.

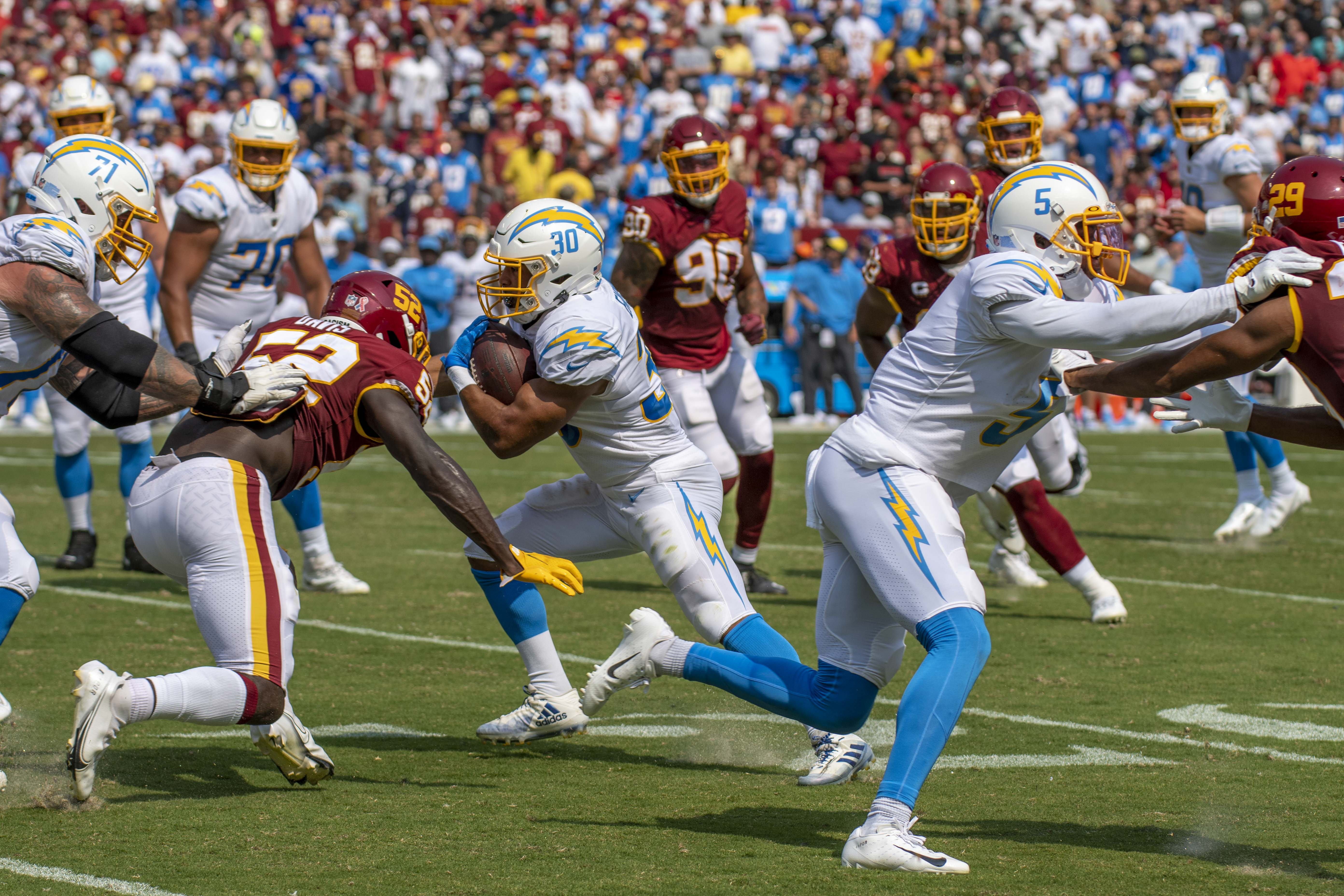
La partita della settimana 1 contro i Los Angeles Chargers

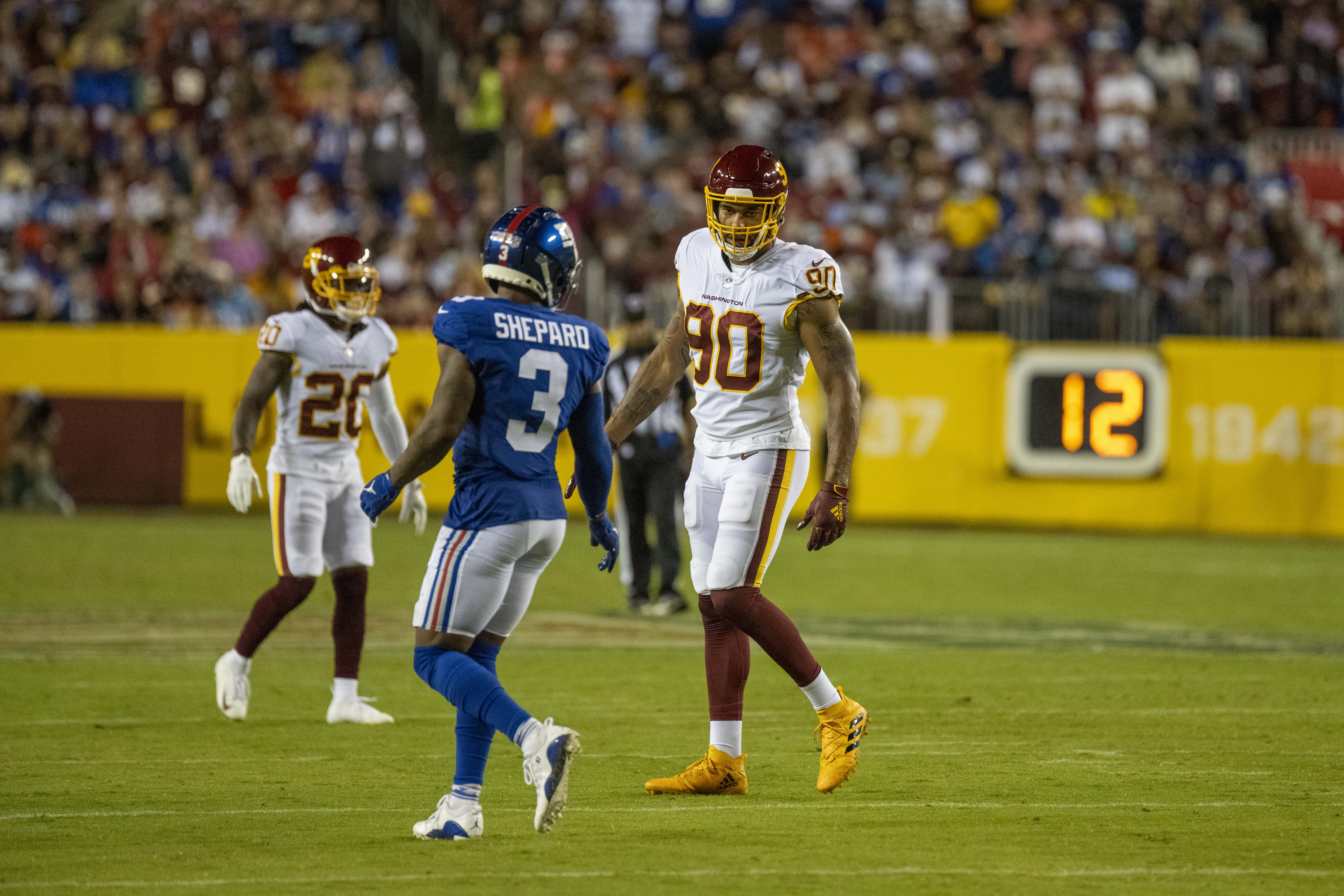
La partita della settimana 2 contro i New York Giants

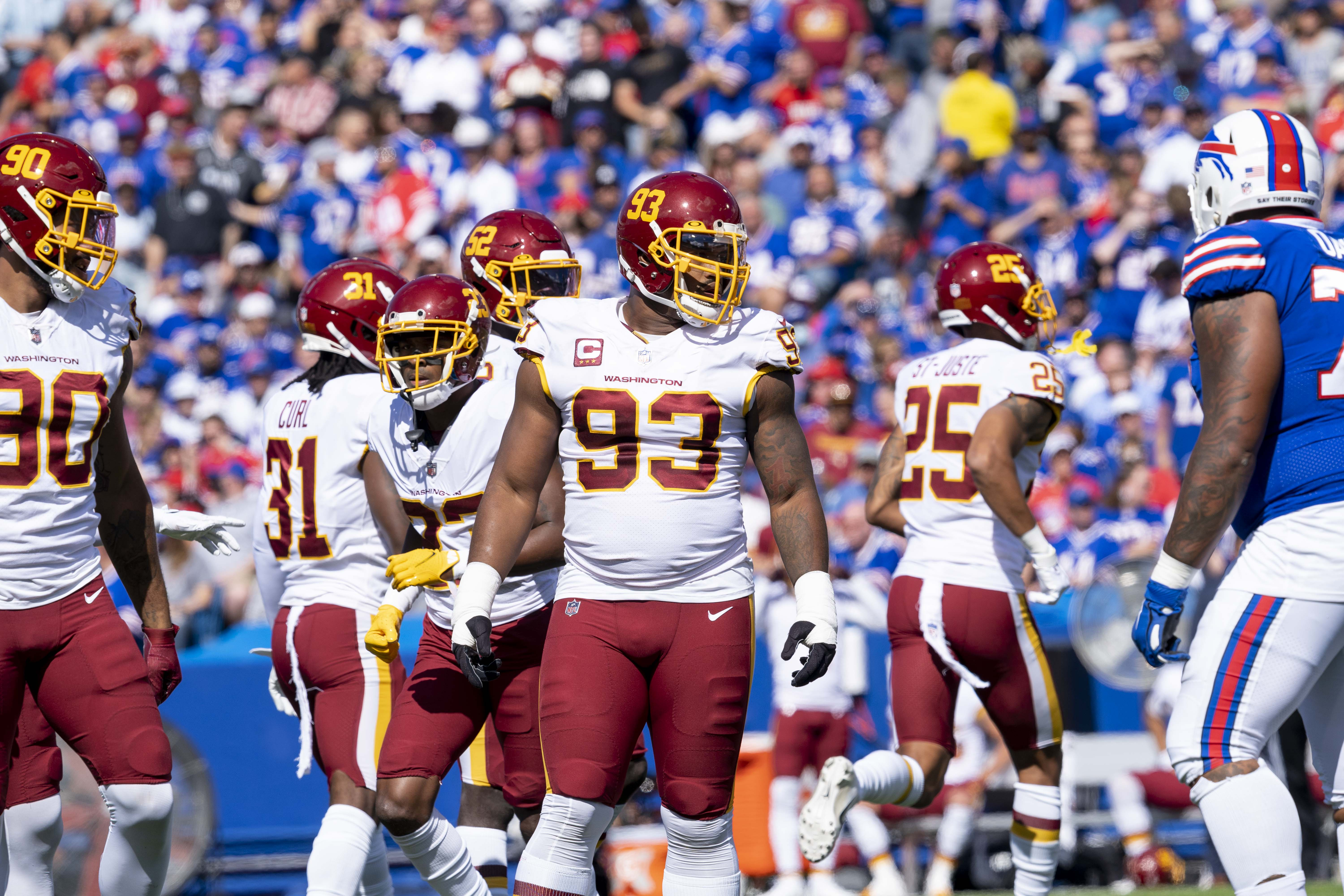
La partita della settimana 3 contro i Buffalo Bills

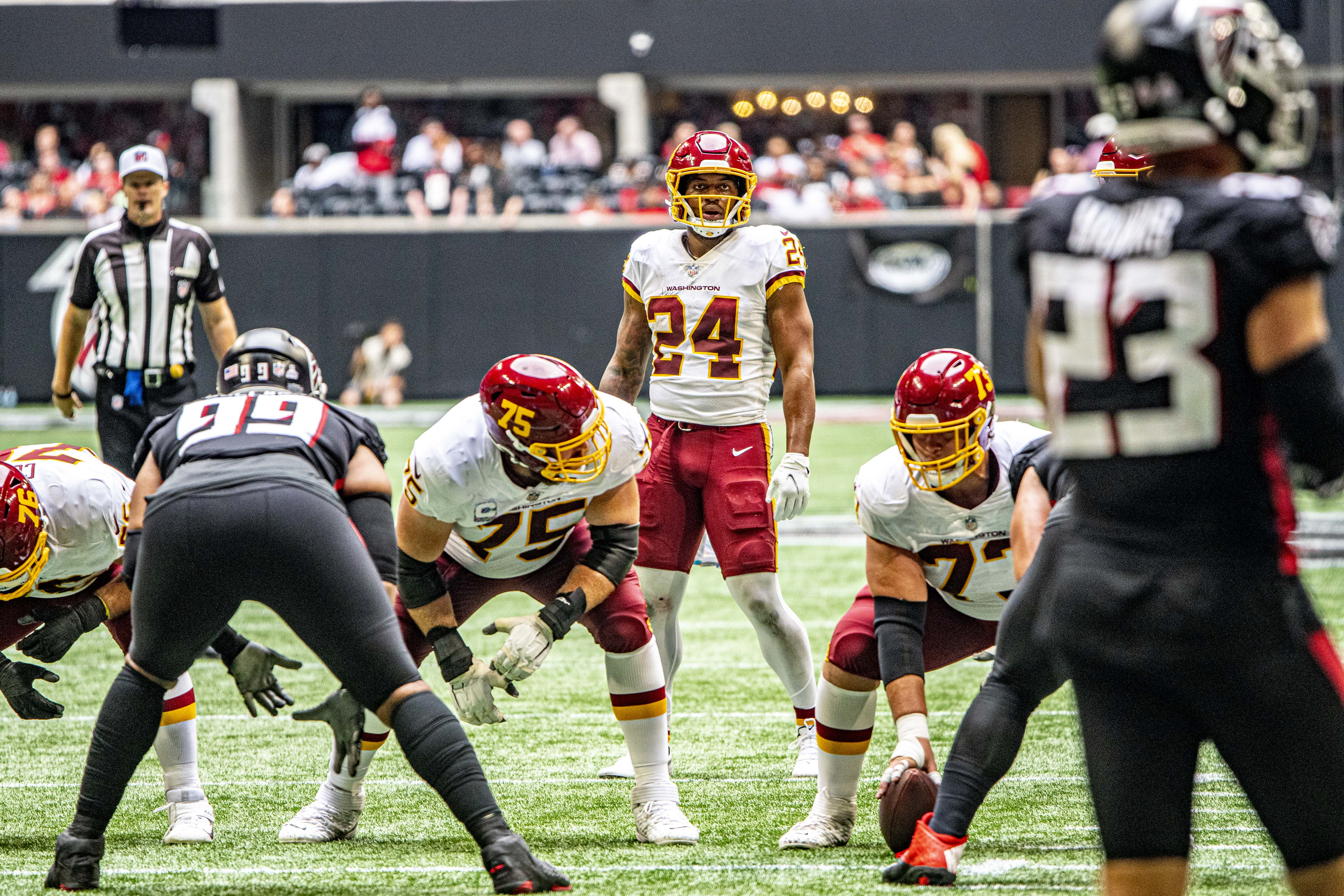
La partita della settimana 4 contro gli Atlanta Falcons

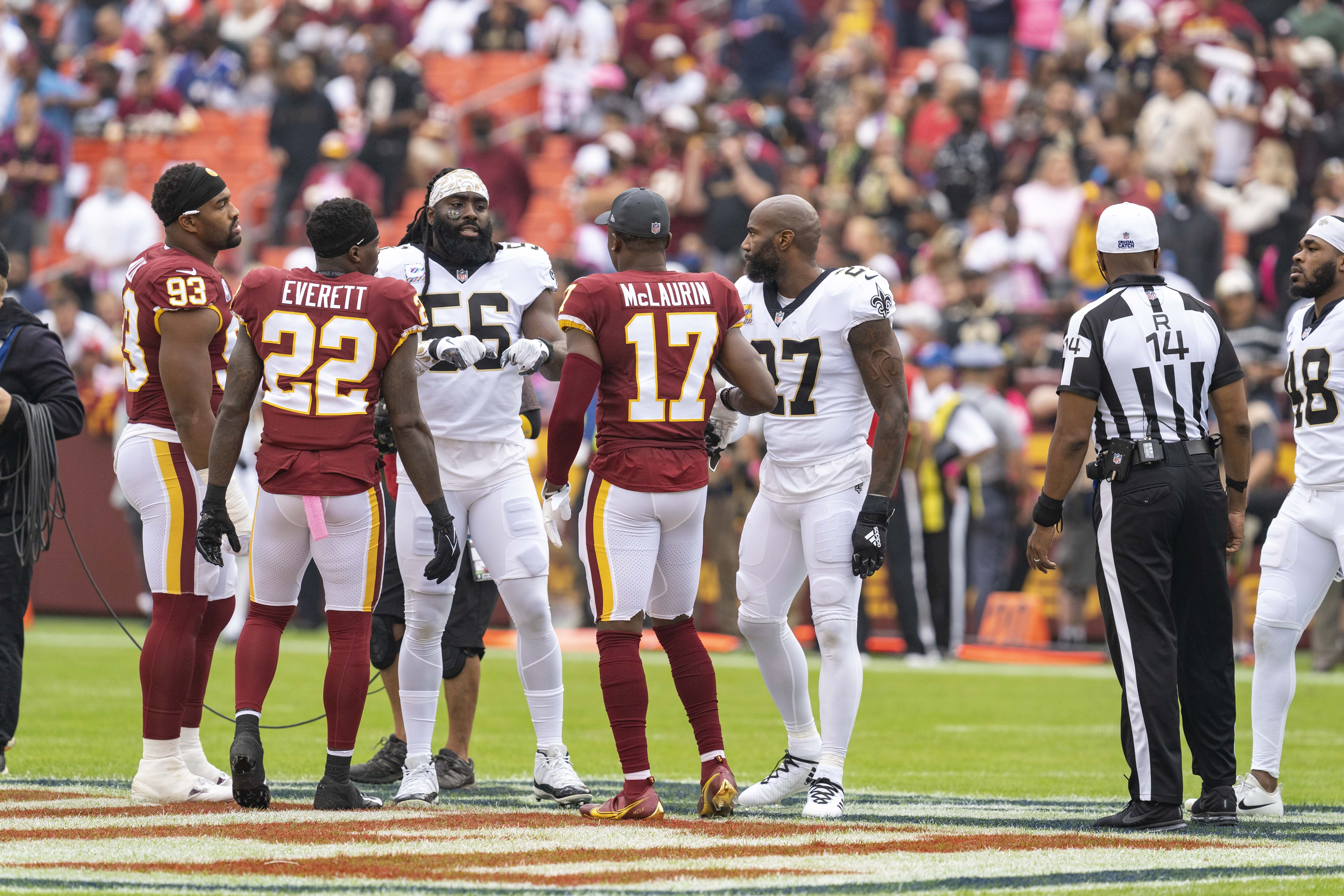
La partita della settimana 5 contro i New Orleans Saints

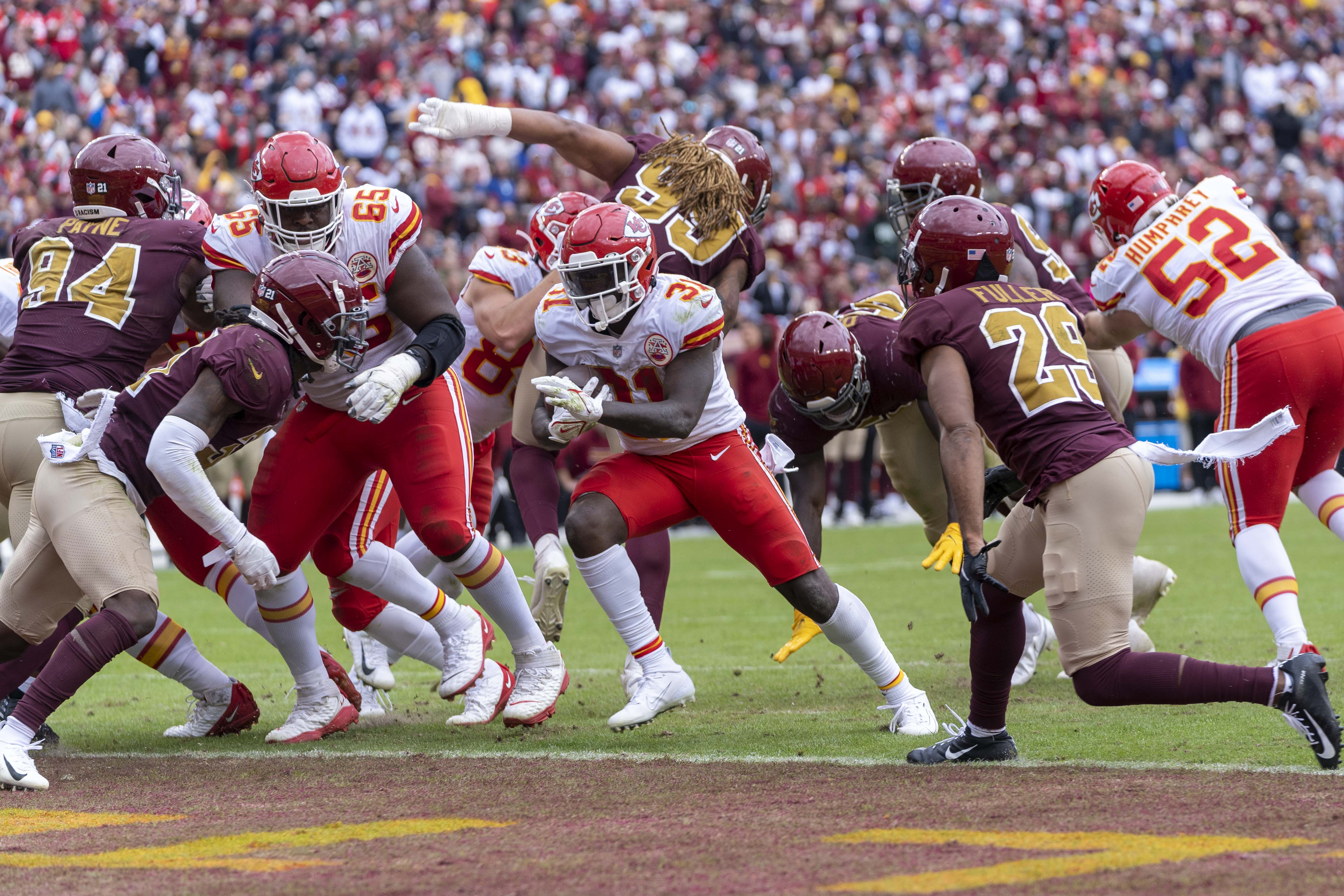
La partita della settimana 6 contro i Kansas City Chiefs

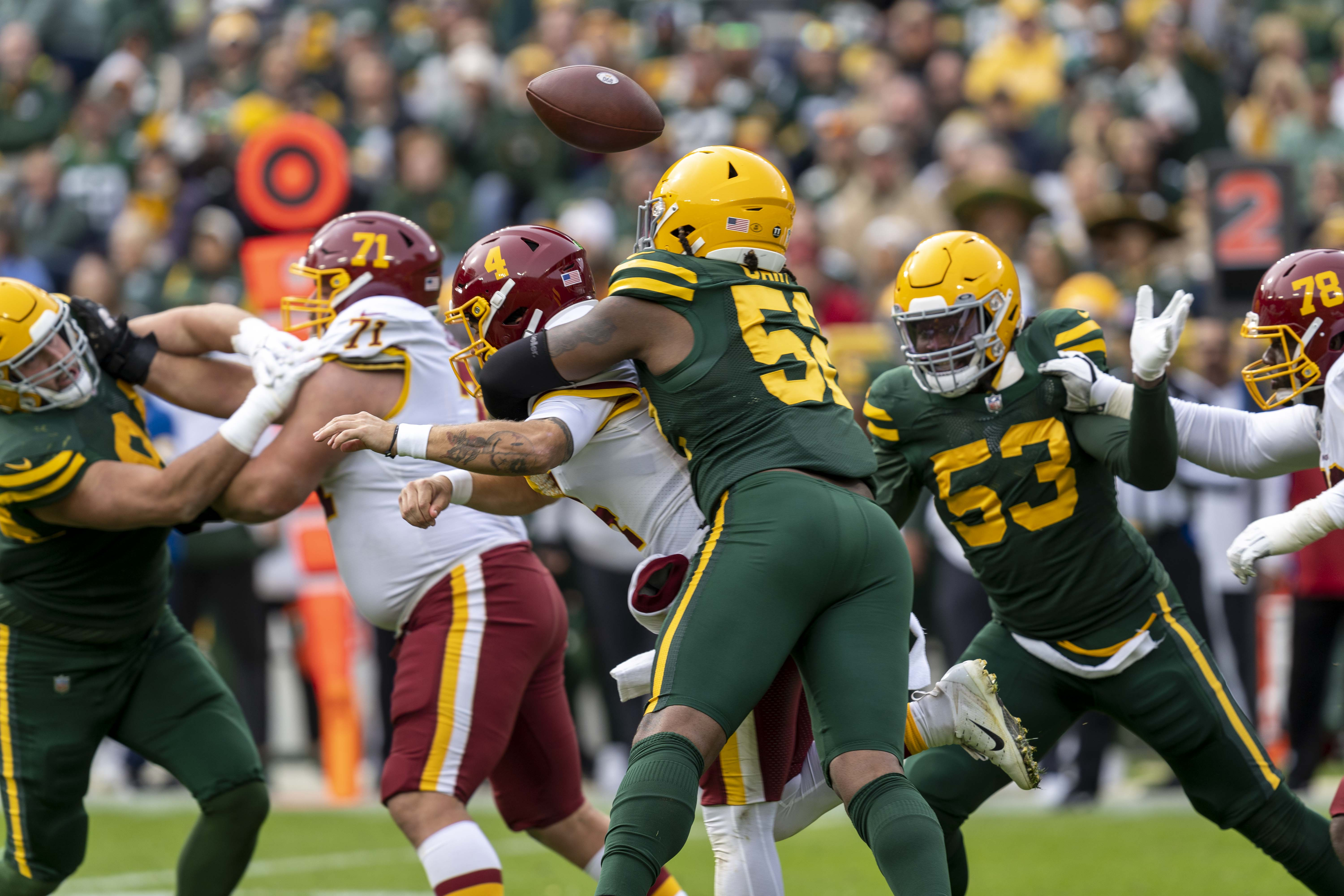
La partita della settimana 7 contro i Green Bay Packers

## Scelte nel Draft 2021
| Scelte del Washington Football Team nel Draft 2021 |        |                      |       |                |                  |
| Giro                                               | Scelta | Giocatore            | Ruolo | College        | Note             |
| 1                                                  | 19     | Jamin Davis          | LB    | Kentucky       |                  |
| 2                                                  | 51     | Samuel Cosmi         | T     | Texas          |                  |
| 3                                                  | 74     | Benjamin St-Juste    | CB    | Minnesota      | da San Francisco |
| 3                                                  | 82     | Dyami Brown          | WR    | North Carolina |                  |
| 4                                                  | 124    | John Bates           | TE    | Boise State    |                  |
| 5                                                  | 163    | Darrick Forrest      | SS    | Cincinnati     |                  |
| 6                                                  | 225    | Camaron Cheeseman    | LS    | Michigan       | da Philadelphia  |
| 7                                                  | 240    | William Bradley-King | DE    | Baylor         | da Philadelphia  |
| 7                                                  | 246    | Shaka Toney          | DE    | Penn State     |                  |
| 7                                                  | 258    | Dax Milne            | WR    | BYU            | da Miami         |

## Roster
| Roster del Washington Football Team nel 2021 |
| --- |
| Quarterback - 8 Kyle Allen - 14 Ryan Fitzpatrick - 4 Taylor Heinicke Running Back - 24 Antonio Gibson - 41 J.D. McKissic - 32 Jaret Patterson Wide Receiver - 2 Dyami Brown - 1 DeAndre Carter - 13 Adam Humphries - 17 Terry McLaurin - 15 Dax Milne - 10 Curtis Samuel - 11 Cam Sims Tight End - 87 John Bates - 80 Sammis Reyes - 83 Ricky Seals-Jones - 82 Logan Thomas Offensive Linemen - 77 Saahdiq Charles T - 76 Samuel Cosmi T - 79 Ereck Flowers G - 69 Tyler Larsen C - 72 Charles Leno T - 78 Cornelius Lucas T - 73 Chase Roullier C - 75 Brandon Scherff G - 71 Wes Schweitzer G Defensive Linemen - 93 Jonathan Allen DT - 64 David Bada DT - 98 Matt Ioannidis DT - 94 Daron Payne DT - 97 Tim Settle DT - 96 James Smith-Williams DE - 90 Montez Sweat DE - 58 Shaka Toney DE - 95 Casey Toohill DE - 99 Chase Young DE Linebacker - 53 Jon Bostic OLB - 52 Jamin Davis MLB - 55 Cole Holcomb OLB - 47 Khaleke Hudson MLB - 51 David Mayo OLB Defensive Back - 30 Troy Apke CB - 26 Landon Collins SS - 31 Kamren Curl FS - 22 Deshazor Everett SS - 29 Kendall Fuller CB - 23 William Jackson III CB - 20 Bobby McCain FS - 35 Torry McTyer CB - 34 Darryl Roberts CB - 25 Benjamin St-Juste CB Special Team - 54 Camaron Cheeseman LS - 3 Dustin Hopkins K - 5 Tress Way P Lista delle riserve - 45 Dylan Cantrell TE (IR) - 48 Darrick Forrest SS (IR) - 57 Jalen Jelks DE (IR) Squadra di allenamento - 63 Beau Benzschawel G - 56 William Bradley-King DE - 18 Antonio Gandy-Golden WR - 60 Keith Ismael C - 36 Danny Johnson CB - 59 Jordan Kunaszyk OLB - 67 Wes Martin G - 50 Jared Norris OLB - 6 Eddy Piñeiro K - 39 Jeremy Reaves FS - 57 Bunmi Rotimi DE - 66 David Steinmetz T - 61 Jon Toth C - 92 Daniel Wise DE - 62 Gabe Wright DT 53 attivi, 3 inattivi, 15 nella squadra di allenamento |
| Legenda - I rookie sono in corsivo. - Il primo ruolo è il principale mentre gli eventuali successivi indicano i ruoli secondari. - (IR) sta per Injured Reserve ed indica la lista ristretta per un solo giocatore infortunato che può tornare ad allenarsi dopo la settimana 6 e a rientrare in prima squadra dopo che questa ha giocato 8 partite. - (NF-Inj.) / (NF-Ill.) stanno rispettivamente per Non-Football Injured e Non-Football Illness ed indicano le liste dove viene inserito un giocatore che ha un infortunio o una malattia non dipendente dal football americano. - (PUP) sta per Physically Unable to Perform ed indica la lista dove viene inserito un giocatore mentre è in attesa di recuperare la condizione fisica. Nella stagione regolare dopo la sesta partita giocata dalla propria squadra, il giocatore ha tempo tre settimane per riprendere ad allenarsi, più tre settimane aggiuntive dal suo rientro agli allenamenti per rientrare in prima squadra. |

## Calendario
| Stagione regolare |                    |                        |                    |                    |                            |                    |
| Turno             | Data               | Avversario             | Risultato          | Record             | Stadio                     | Sintesi            |
| 1                 | 12 settembre       | Los Angeles Chargers   | S 16–20            | 0–1                | FedExField                 | Recap              |
| 2                 | 16 settembre       | New York Giants        | V 30–29            | 1–1                | FedExField                 | Recap              |
| 3                 | 26 settembre       | at Buffalo Bills       | S 21–43            | 1–2                | Highmark Stadium           | Recap              |
| 4                 | 3 ottobre          | at Atlanta Falcons     | V 34–30            | 2–2                | Mercedes-Benz Stadium      | Recap              |
| 5                 | 10 ottobre         | New Orleans Saints     | S 22–33            | 2–3                | FedExField                 | Recap              |
| 6                 | 17 ottobre         | Kansas City Chiefs     | S 13–31            | 2–4                | FedExField                 | Recap              |
| 7                 | 24 ottobre         | at Green Bay Packers   | S 10–24            | 2–5                | Lambeau Field              | Recap              |
| 8                 | 31 ottobre         | at Denver Broncos      | S 10–17            | 2–6                | Empower Field at Mile High | Recap              |
| 9                 | Settimana di pausa | Settimana di pausa     | Settimana di pausa | Settimana di pausa | Settimana di pausa         | Settimana di pausa |
| 10                | 14 novembre        | Tampa Bay Buccaneers   | V 29–19            | 3–6                | FedExField                 | Recap              |
| 11                | 21 novembre        | at Carolina Panthers   | V 27–21            | 4–6                | Bank of America Stadium    | Recap              |
| 12                | 29 novembre        | Seattle Seahawks       | V 17–15            | 5–6                | FedExField                 | Recap              |
| 13                | 5 dicembre         | at Las Vegas Raiders   | V 17–15            | 6–6                | Allegiant Stadium          | Recap              |
| 14                | 12 dicembre        | Dallas Cowboys         | S 20–27            | 6–7                | FedExField                 | Recap              |
| 15                | 21 dicembre        | at Philadelphia Eagles | S 17–27            | 6–8                | Lincoln Financial Field    | Recap              |
| 16                | 26 dicembre        | at Dallas Cowboys      | S 14–56            | 6–9                | AT&T Stadium               | Recap              |
| 17                | 2 gennaio          | Philadelphia Eagles    | S 16–20            | 6–10               | FedExField                 | Recap              |
| 18                | 9 gennaio          | at New York Giants     | V 22–7             | 7–10               | MetLife Stadium            | Recap              |

Note: gli avversari della propria division sono in grassetto.

## Premi

### Premi settimanali e mensili
- DeAndre Carter:

giocatore degli special team della NFC della settimana 4